# Honda XL 600
Les XL 600 désignent des motos à vocation trail, produites par Honda de 1983 à 1987.

## Modèles

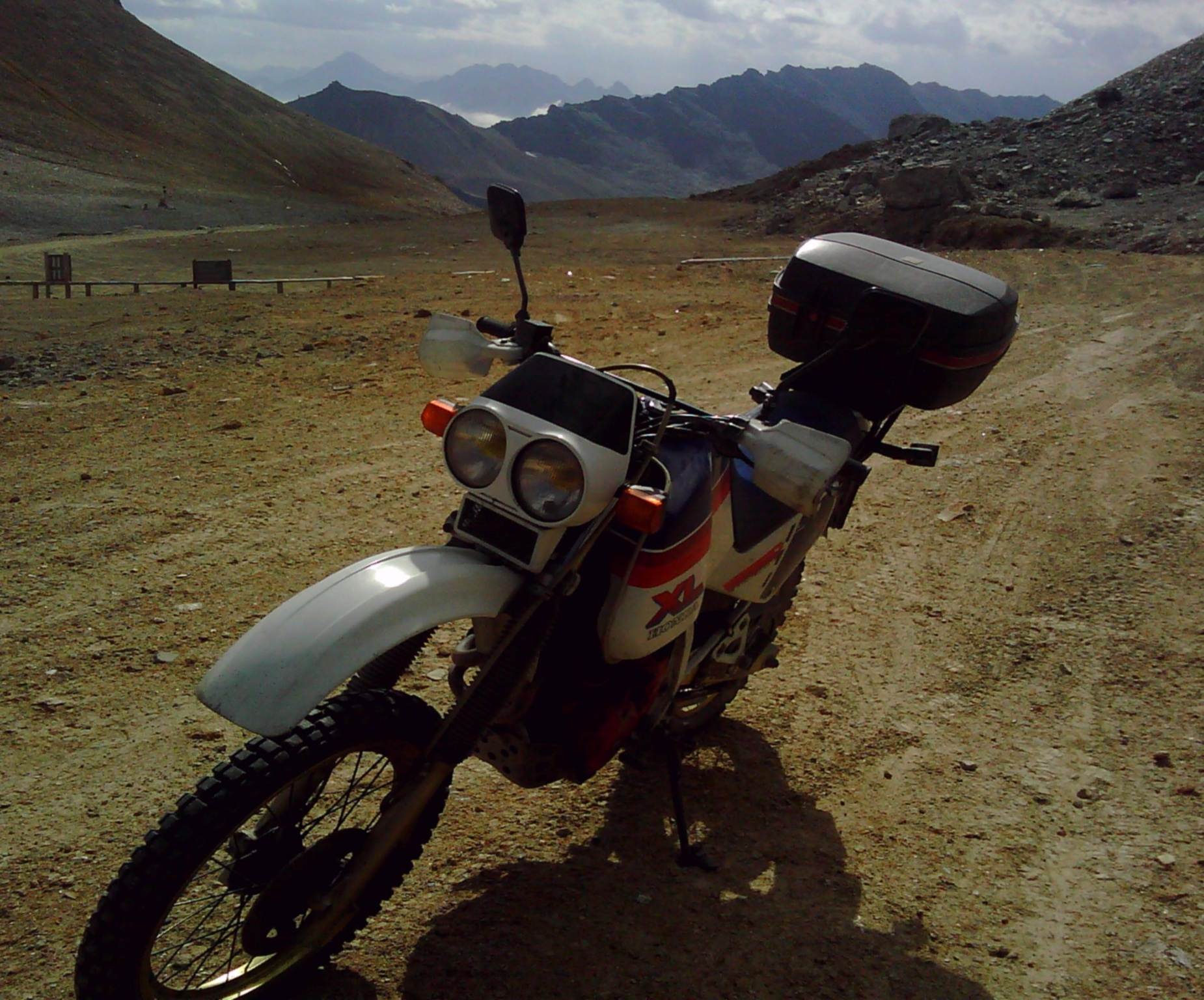
XL 600 LM

Plusieurs modèles sont apparus en parallèle :
- XL600 R, de 1983 à 1987 ;
- XL600 L "Paris-Dakar" de 1983 à 1985 ;
- XL600 LM, de 1985 à 1987, à démarreur électrique et réservoir de 28L dont 6 litres de réserve ;
- XL600 RM (PD04), de 1985 à 1987, à démarreur électrique et réservoir de 13L dont 2 litres de réserve ;

## Historique

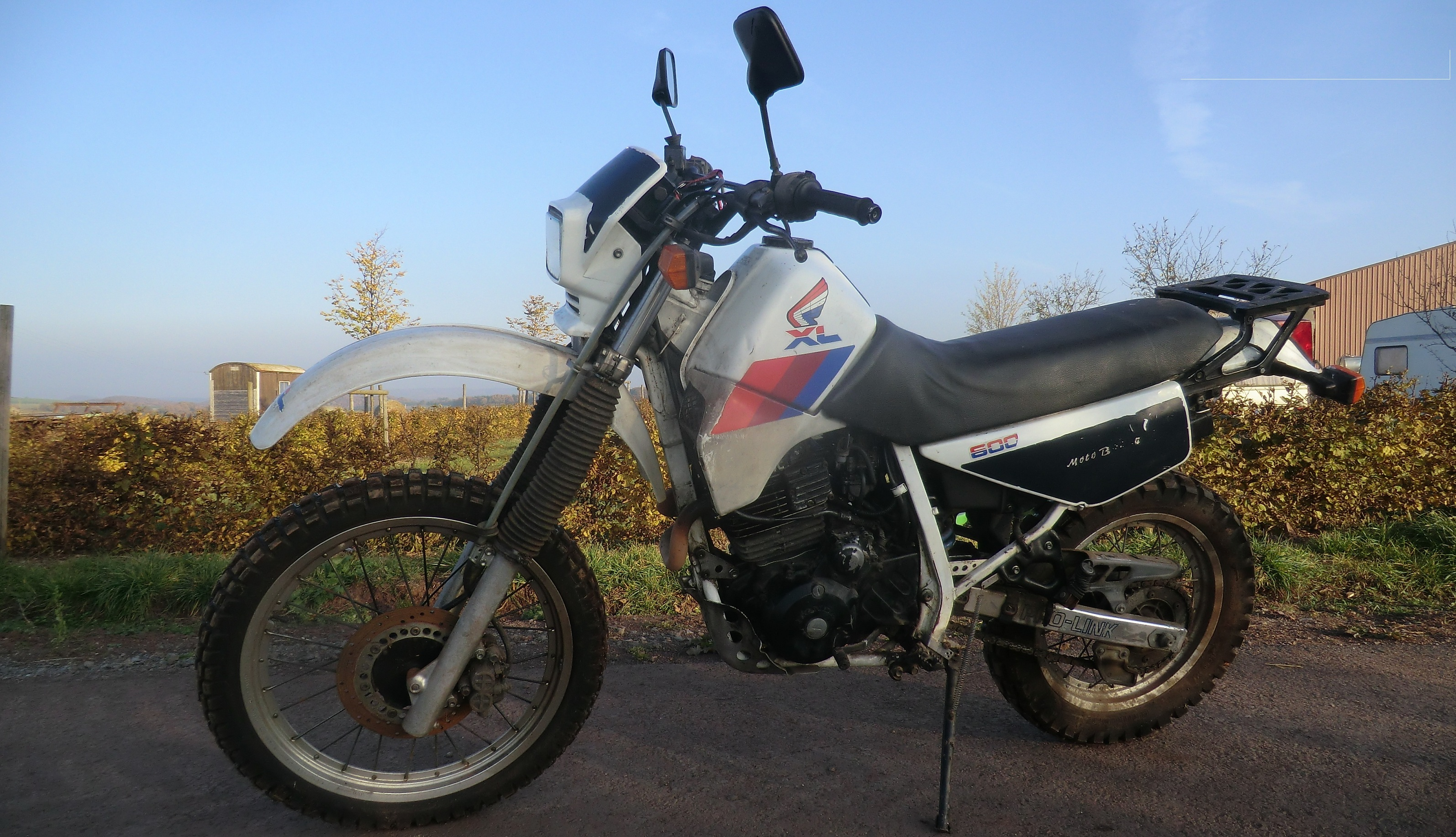
XL 600 RM

Ce modèle fait suite à la XL500R dont il n'hérite que l'esthétique. La XL600R est présentée au Salon de Paris en octobre 1982, est homologuée en mars 1983 et commencera alors à être distribué d'abord en France puis dans le reste du monde. Elle est équipée d'un moteur monocylindre quatre temps type RFVC.
Le modèle Paris-Dakar se différencie du modèle "normal" par une esthétique proche de celle des motos officielles engagées en rallye et surtout un réservoir de 20L (dont 4 litres de réserve).
Les modèles LM et RM, à démarreur électrique sont dévoilés à Paris en 1984 et commercialisé en 1985. La LM est facilement reconnaissable grâce à son gros réservoir et son double optique avant. La RM se distingue par deux ouïes sur le réservoir, permettant de canaliser le flux d'air sur le moteur. La cylindrée passera à 591 cm3 (97 × 80 mm). Le poids à sec augmente de 6 kg.
Les 600 XL sont remplacés en 1988 par la Honda NX 650 Dominator.